# Катано
Катано (яп. 交野市 Катано-си) — город в Японии, находящийся в префектуре Осака. Площадь города составляет 25,55 км², население — 76 597 человек (1 августа 2014), плотность населения — 2997,93 чел./км².

## Географическое положение
Город расположен на острове Хонсю в префектуре Осака региона Кинки. С ним граничат города Хираката, Неягава, Сидзёнавате, Икома.

## Население
Население города составляет 76 597 человек (1 августа 2014), а плотность — 2997,93 чел./км². Изменение численности населения с 1980 по 2005 годы:
| 1980 | 61 425 чел. |  |
| 1985 | 64 205 чел. |  |
| 1990 | 65 308 чел. |  |
| 1995 | 72 404 чел. |  |
| 2000 | 76 919 чел. |  |
| 2005 | 77 644 чел. |  |

## Символика
Деревом города считается сакура, цветком — рододендрон, птицей — Phasianus versicolor.